# Mediterranean Air Freight
Mediterranean Air Freight is een Griekse vrachtluchtvaartmaatschappij met hoofdkantoor in Athene. Mediterranean Air Freight opereert vooral in het Griekse binnenland.

## Geschiedenis
Mediterranean Air Freight werd opgericht in juni 2003 en begon zijn activiteiten hetzelfde jaar.

## Vloot
De vloot van Mediterranean Air Freight bestond op 15 januari 2012 uit de volgende toestellen:
- 3 Fairchild Metro III
- 1 Fairchild Merlin 23